# Kim Ki-duk
Đây là một tên người Triều Tiên, họ là Kim.
Kim Ki-duk (tiếng Hàn: 김기덕, phát âm tiếng Hàn Quốc: [kimɡidʌk], 20 tháng 12 năm 1960 – 11 tháng 12 năm 2020) là một nhà làm phim người Hàn Quốc nổi tiếng với phong cách làm phim nghệ thuật riêng biệt. Những tác phẩm của ông nhận được rất nhiều lời khen ngợi tại các liên hoan phim quốc tế, khiến cho ông trở thành một trong những đạo diễn phim người châu Á đương đại thành công nhất. Trong sự nghiệp điện ảnh của mình, ông từng giành rất nhiều giải thưởng danh giá, tiêu biểu như: Sư tử vàng tại Liên hoan phim quốc tế Venice lần thứ 69 với Pietà, Sư tử bạc cho Đạo diễn xuất sắc nhất tại Liên hoan phim quốc tế Venice lần thứ 61 với 3-Iron, giải Gấu bạc cho đạo diễn xuất sắc nhất tại Liên hoan phim quốc tế Berlin lần thứ 54 với Samaritan Girl và giải Un Certain Regard tại Liên hoan phim Cannes 2011 với Arirang,... Tác phẩm được biết đến rộng rãi nhất của ông, Xuân, hạ, thu, đông rồi lại xuân (2003) cũng nằm trong danh sách The Great Movies của nhà phê bình phim nổi tiếng người Mỹ Roger Ebert.

## Tiểu sử
Kim Ki Duk sinh ngày 20 tháng 12 năm 1960 tại Bonghwa, phía bắc tỉnh Kyungsang, Hàn Quốc.  Lớn lên tại một làng thuộc miền núi, ông là một cậu bé nghịch ngợm hay bẻ tay những đứa trẻ khác. Năm lên 9 tuổi, ông và gia đình cùng lên Seoul sống. Ông vào học tại một trường dạy về nghề nông, nhưng ông đã bỏ học nửa chừng ngay sau khi anh trai của mình bị đuổi học. Ông phải đi kiếm việc làm ở các xí nghiệp và năm 20 tuổi ông gia nhập Hải quân Hàn Quốc. Ông rất thích hợp với cuộc sống tại quân ngũ, suốt 5 năm ông được làm nhân viên sĩ quan cấp thấp. Môi trường này đã giúp ông có nhiều vốn sống về tình chiến hữu mà sau này ông đã đưa vào phim của mình.
Sau khi xuất ngũ, ông trải qua 2 năm ở một nhà thờ với mục đích trở thành một linh mục trong khi ông tiếp tục công việc vẽ tranh như khi ông làm hồi bé. Năm 1990, khi đủ tiền mua vé máy bay, ông quyết định sang Paris. Để trang trải cho chi phí hàng ngày ông phải bán tranh và làm việc tại một xưởng vẽ. Khi ông đến Paris, ông xem "việc sản xuất bằng sức lao động của con người là điều đáng quý nhất trong cuộc sống và ông bỏ mặc những ý nghĩ về văn hóa và xem nó như một thứ xa xỉ" nhưng những gì ông thấy ở đây đã khiến cho ông một cái nhìn mới.
Sau khi trở về từ Pháp, ông tập trung rèn luyện việc viết kịch bản của mình trong suốt 6 tháng. 2 trong số những kịch bản của mình đã được chọn trong cuộc thi viết kịch bản. Không quen với việc sáng tác, không đề cập tới việc sử dụng từ ngữ, ông chăm chỉ sáng tác những kịch bản đề cập tới những vấn đề diễn ra gần gũi với cuộc sống - các kinh nghiệm sống thực tiễn mà ông đã từng trải qua. Việc sử dụng từ ngữ cũng là một đặc điểm nổi bật của Kim Ki Duk. Phim của ông không có nhiều các đoạn thoại. Nó gần như là một bộ phim câm mà tất cả các tình tiết đã tự nói lên nhiều điều.

## Sự nghiệp điện ảnh
Phim của Kim Ki Duk xoáy sâu vào tâm lý con người, đôi khi vượt quá sự cảm nhận thông thường. Nó cho thấy một cách nhìn, một thế giới quan khác lạ của Kim Ki Duk. Ông làm phim đầu tay vào năm 1996, Crocodile, kể về một người đàn ông chuyên thu thập xác những người tự sát. Những bộ phim của Kim Ki Duk về đề tài phụ nữ luôn bị lên án mạnh mẽ. Năm 1999 bộ phim The Isle miêu tả về cuộc sống, tình cảm của những cô gái điếm đã đoạt giải Quạ vàng của Liên hoan phim viễn tưởng quốc tế của Bỉ, giải Netpac cho phim đáng chú ý nhất Liên hoan phim Venezia. Phim Address Unknown (2001) đoạt giải Đại Linh của điện ảnh Hàn Quốc cho Nữ diễn viên phụ xuất sắc nhất và nhận đề cử Sư tử vàng Liên hoan phim quốc tế Venice; phim Bad guy (2001) đoạt giải Đại Chung Nữ diễn mới xuất sắc nhất, giải Orient Express tại Liên hoan phim quốc tế Catalonia của Tây Ban Nha và nhận đề cử Gấu Vàng Liên hoan phim quốc tế Berlin; phim The Coast Guard (2002) đoạt giải FIPRESCI, giải Netpac tại Liên hoan phim quốc tế Karlovy Vary, giải Nam diễn viên phụ xuất sắc nhất cho Jang Dong-gun tại Liên hoan phim châu Á-Thái Bình Dương; phim Spring, Summer, Fall, Winter... and Spring (2003) đoạt giải C.I.C.A.E., Don Quixote và giải thưởng của Ban giám khảo trẻ tại Liên hoan phim quốc tế Locarno, giải thưởng Khán giả bình chọn của Liên hoan phim quốc tế San Sebastian, giải Đại Chung phim xuất sắc nhất 2004; phim Samaritan Girl (2004) đoạt giải Gấu Bạc Đạo diễn xuất sắc nhất Liên hoan phim quốc tế Berlin; phim 3-Iron (2004) đoạt giải Golden Spike tại Liên hoan phim quốc tế Valladolid, giải FIPRESCI, giải Sư tử vàng nhỏ, giải thưởng danh dự SIGNIS, giải Đạo diễn đặc biệt tại Liên hoan phim Venice.
Ngày 08/09/2012 phim Pietà do ông đạo diễn đoạt giải Golden Lion (Sư tử vàng) dành cho phim hay nhất tại Liên hoan phim Venice năm 2012. Các bộ phim của Kim Ki Duk, ông luôn đặt ra những tình huống bất thường, những số phận bất thường: người nhặt xác người tự sát, những người lính biên phòng biển đối mặt với cô gái điên khi họ vô tình bắn chết người yêu cô trong lúc cả hai đang ân ái bên bờ biển, hai cô gái muốn có tiền đi du lịch đã chấp nhận làm gái điếm,...
Không bị ràng buộc bởi những trường lớp đào tạo về điện ảnh nào cũng như trước khi trở thành một đạo diễn thật sự ông cũng chẳng phải làm công việc của một trợ lý đạo diễn. Đó là điều khiến ông trở thành một đạo diễn phóng túng, tự do. Những sự thật tàn nhẫn trong phim của ông luôn khiến cho khán giả cảm thấy sợ hãi còn các nhà phê bình phim thì xem chúng như 1 thứ gì đó rất kinh tởm. Nhưng nhìn lại thì những điều ông gửi gấm đều là điều hoàn toàn có trong thực tế. Ông đưa chúng ta vào cái thực tế ấy rồi hướng chúng ta không bằng những lời thoại hoa mỹ, giáo điều mà đơn giản chỉ là những tình tiết để người xem tự suy ngẫm.

## Đời sống cá nhân
Cáo buộc hành hung
Vào tháng 8 năm 2017, một nữ diễn viên được các công tố viên gọi là "Nữ diễn viên A" đã đệ đơn tố cáo Kim Ki-duk thông qua Văn phòng Công tố quận trung tâm Seoul. Trong đơn kiện, nữ diễn viên cáo buộc Kim đã tát vào mặt cô và ép cô thực hiện một cảnh quan hệ tình dục không theo kịch bản. bối cảnh bộ phim Moebius của anh ấy. Vào tháng 12 năm 2017, Văn phòng Công tố quận trung tâm Seoul đã phạt Kim Ki-duk 4.450 đô la (5 triệu won) vì tội hành hung nhưng không buộc tội anh ta vì thiếu bằng chứng vật lý.
Vào ngày 6 tháng 3 năm 2018, chương trình phóng sự điều tra PD Notebook của kênh truyền hình Hàn Quốc MBC đã phát sóng một tập có tựa đề "Đạo diễn phim Kim Ki-duk, Khuôn mặt trần trụi của bậc thầy" với nhiều cáo buộc từ Nữ diễn viên A và hai người khác (Nữ diễn viên B và C như họ đã đề cập trong chương trình). Các nữ diễn viên cáo buộc Kim và người cộng tác thường xuyên của anh, nam diễn viên Cho Jae-hyun về tội quấy rối tình dục và cưỡng hiếp bằng lời nói và thể chất.. Đáp lại, Kim đã đệ đơn kiện những cáo buộc sai trái và phỉ báng chống lại những người tố cáo và PD Notebook.
Sau đó vào ngày 7 tháng 8 năm 2018 MBC đã phát sóng tập thứ hai của chương trình PD Notebook "Master's Naked Face. Aftermath" với nhiều lời buộc tội hơn từ các nữ diễn viên và nhân viên khác chống lại Kim và Cho. Trong tập đó, các nhà báo đã phỏng vấn một quan chức của Đơn vị Điều tra Đặc biệt về Bạo lực Tình dục của Cơ quan Cảnh sát Thủ đô Seoul về các vụ án. Quan chức này giải thích rằng cảnh sát đã tiếp cận những người sống sót và xác định sự thật đằng sau lời buộc tội nhưng không thể truy tố diễn viên Cho và đạo diễn Kim vì đã hết thời hiệu.
Vào tháng 1 năm 2019, Văn phòng Công tố quận trung tâm Seoul đã quyết định hủy bỏ vụ kiện hình sự do Kim Ki-duk đệ trình chống lại các nữ diễn viên và PD Notebook vì "không có bằng chứng nào cho thấy lời buộc tội ban đầu của nữ diễn viên là sai, cũng không có bằng chứng nào cho thấy chương trình tin tức đã được lập trình" với mục đích phỉ báng".
Vào tháng 3 năm 2019, Kim Ki-duk đã đệ đơn kiện khác lên tòa án dân sự chống lại Nữ diễn viên A và PD Notebook đòi bồi thường thiệt hại 885.740 USD (1 tỷ KRW). Vụ kiện được tòa án ra phán quyết có lợi cho bị cáo vào ngày 28 tháng 10 năm 2020. Tòa án cũng yêu cầu Kim phải trả án phí cho các bị cáo.
Cáo buộc tàn ác với động vật
Hội đồng phân loại phim Anh đã trì hoãn việc phát hành The Isle (2000) của Kim Ki-duk tại Vương quốc Anh vì những trường hợp tàn ác với động vật trong phim. Về cảnh một con ếch bị lột da sau khi bị đánh đến chết và cá bị cắt xẻo, đạo diễn cho biết: "Chúng tôi đã nấu tất cả những con cá mà chúng tôi sử dụng trong phim và ăn chúng, bày tỏ sự cảm kích của mình. Tôi đã làm rất nhiều điều tàn ác đối với động vật trong phim của tôi. Và tôi sẽ mang trong mình lương tâm cắn rứt suốt đời."
Đối với một người phỏng vấn Hoa Kỳ, người cho rằng những cảnh như thế này "rất đáng lo ngại và dường như gây trở ngại cho việc tiếp nhận hoặc ... phân phối của bộ phim tới các quốc gia khác", Kim nói, "Đúng, tôi đã lo lắng về thực tế đó. Nhưng theo cách tôi nhìn nhận, thực phẩm chúng ta ăn ngày nay không khác. Ở Mỹ, bạn ăn thịt bò, thịt lợn và giết tất cả những con vật này. Và những người ăn những con vật này không quan tâm đến việc giết mổ chúng. Động vật là một phần của chu kỳ tiêu thụ. Trên màn ảnh trông nó tàn nhẫn hơn, nhưng tôi không thấy sự khác biệt. Và vâng, có sự khác biệt về văn hóa, và có thể người Mỹ sẽ gặp vấn đề với điều đó - nhưng nếu họ có thể nhạy cảm hơn với những gì được chấp nhận ở các quốc gia khác nhau, tôi hy vọng họ sẽ không gặp quá nhiều vấn đề với những gì hiển thị trên màn hình."

## Qua đời
Ông qua đời vào ngày 11 tháng 12 năm 2020 ở tuổi 59, sau vài ngày phải nhập viện điều trị do bị nhiễm bệnh cùng những biến chứng của Covid-19 trong một chuyến đi công tác tại Latvia.

## Danh sách phim
- Pietà (2012) - được chiếu lần đầu tại Liên hoan phim quốc tế Venice 2012.
- Thời gian (2006) - được chiếu lần đầu ngày 30 tháng 6 năm 2006 tại Liên hoan phim quốc tế Karlovy Vary.
- The Bow (2005)
- 3-Iron (2004)
- Samaritan Girl (2004)
- Xuân, hạ, thu, đông rồi lại xuân (2003)
- The Coast Guard (2002)
- Address Unknown (2001)
- Bad Guy (2001)
- The Isle (2000)
- Real Fiction (2000)
- The Birdcage Inn (1998)
- Wild Animals (1996)
- Crocodile (1996)